# Tony Dyson
Anthony John "Tony" Dyson (Dewsbury, 13 april 1947 - Munxar (Malta), 4 maart 2016) was een Brits uitvinder.

## Levensloop
Dyson was de ontwerper van R2-D2 uit de Star Wars-films. Daarnaast ontwierp hij robots voor onder meer Sony, Philips en Toshiba.
Op 4 maart 2016 werd hij dood aangetroffen in zijn woning op het Maltese eiland Gozo.